# Фрикинген
Фрикинген (њем. Frickingen) општина је у њемачкој савезној држави Баден-Виртемберг. Једно је од 23 општинска средишта округа Бодензе. Према процјени из 2010. у општини је живјело 2.761 становника. Посједује регионалну шифру (AGS) 8435015.

## Географски и демографски подаци
Фрикинген се налази у савезној држави Баден-Виртемберг у округу Бодензе. Општина се налази на надморској висини од 473 метра. Површина општине износи 26,5 km². У самом мјесту је, према процјени из 2010. године, живјело 2.761 становника. Просјечна густина становништва износи 104 становника/km².

## Међународна сарадња
| Мјесто | Држава     | Врста сарадње | Од    |
| ------ | ---------- | ------------- | ----- |
|        | Швајцарска | партнерство   | 1989. |
| Извор  |            |               |       |